# Dick Francis
Dick Francis, született Richard Stanley Francis (Coedcanlas, Pembrokeshire, Wales, 1920. október 31. – Grand Cayman, Kajmán-szigetek, 2010. február 14.); walesi születésű brit sampion zsoké és krimiíró.

## Élete
Dick (Richard Stanley) Francis 1920.október 31-én született a Dél-Wales-i Lawrenny közelében, nagyszüleinek coedcanlas-i farmján. A második világháború idején hat évig a Brit Királyi Légierőnél szolgált, ahol 1943-1946 között vadász- és bombázógép pilóta volt.
A háború után Francis – apja nyomdokaiba lépve – maga is híres akadályzsoké lett. Több mint 350 versenyt nyert, 1953/54-ben sampion zsoké volt, majd négy éven keresztül, 1957-ig megőrizte az Őfelsége Erzsébet Anyakirálynő Zsokéja címet is. Nyolcszor vett részt az Aintree-ben évente megrendezett világhírű Grand National akadályversenyen, amelyet 1956-ban majdnem meg is nyert, amikor az anyakirálynő Devon Loch nevű lova tisztán vezetve a céltól néhány lépésnyire váratlanul össze nem csuklott alatta. Francis ezt az eseményt tartja zsoké karrierje csúcs- és mélypontjának egyaránt, s ez volt az is, amely lökést adott neki ahhoz, hogy elinduljon egy másik, az írói karrier felé.
Röviddel ezután egy irodalmi ügynökség felkérte egy önéletrajzi könyvnek a megírására. 1957-ben Francis-nek volt egy újabb komoly bukása, aminek következtében eltanácsolták a további versenyzéstől. Még ugyanebben az évben befejezte és kiadták a „Királynők sportja” c. önéletrajzi írását, és a London Sunday Express megkeresésére elvállalta hat cikknek a megírását is. Ezt követően még tizenhat évig volt ennek az újságnak a lóverseny-tudósítója. Utolsó éveiben idejét megosztva hol a Kajmán-szigeteki, hol angliai otthonában élt.
2010-ben hunyt el, karib-tengeri házában.

## Regényei
A sporttudósításoktól eljutott a regényműfajig, ahol máig is a sikerkönyvek hosszú sorát produkálta. Az első „Dead Cert” (a. m. Holtbiztos) 1962-es kiadását követően évente jelentkezett egy új krimivel. Ez alól csak az 1998-as év (ekkor novellái jelentek meg) és a felesége, Mary halálát követő néhány évnyi hallgatás jelent kivételt 2001-2005 között. 2006-ban „Under Orders” (a. m. Rajtvonalon), 2007-ben és 2008-ban pedig Felix nevű fiával közösen „Dead Heat” (a. m. Szoros befutó) ill. „Silks” címmel adott ki regényt, immár a negyvenegyediket.
Könyveiben mindenütt a lóversenyzés szolgáltatja a hátteret, de a főhőseinek a foglalkozása nagyon széles skálán mozog: a magándetektívtől az építészen és a könyvelőn át egészen a művészig vagy ügyvédig terjed a tevékenységük. Így az olvasók hihetetlenül sokrétű és izgalmas életekbe nyerhetnek bepillantást.
Az 1999-ben megjelent nem hivatalos biográfiában, a „Dick Francis: Egy versenyző életé”-ben utalás történik arra, hogy Francis könyveit valójában a felesége, Mary írta. Azt ugyan nem tudni, hogy ez mennyiben felel meg a valóságnak, az mindenesetre tény, hogy Mary oroszlánrészt vállalt Francis késői regényeinek a lektorálásában és a hozzájuk kapcsolódó anyaggyűjtésekben is.
Dick Francisnek ma a fia, Felix a menedzsere és a kutatási segédje, sőt elismert társszerzője, aki jól fizetett tanári állását hagyta ott egy brit magániskolában, hogy édesapjával együtt dolgozzon. Ő volt az is, akiről Francis a “Twice Shy” (a. m. Kétszeres ellenszegülés) c. könyvének főszereplőjét mintázta. Francis másik fia, Merrick volt lóidomár, majd saját lószállító vállalkozást vezetett, amivel a "Driving Force" (a. m. Hajtóerő) c. krimi főszereplőjéhez szolgáltatott inspirációt.
A regényei és a novellái mellett, Francis írt egy életrajzot is Lester Piggottról („Egy zsoké élete”) nyolc kisregényt, továbbá szerkesztője és társszerkesztője volt számos lóversenyzéssel kapcsolatos antológiának és periodikának is.
Francis könyveit több mint harminc nyelvre fordították le: az európai nyelvek mellett japánra, koreaira, tajvanira, bantura és több kínai dialektusra is. Angliában és az Egyesült Államokban audiováltozatban is megjelentek a regényei.

## Kitüntetései
Francis 1983-ban lett a Brit Birodalom Tisztje (OBE), majd 2000-ben elnyerte a Brit Birodalmi Lovagrend Parancsnoki fokozatát (CBE), mint ahogy kitüntették a Brit Krimi-írók Szövetségének Ezüst, Arany, majd a Gyémánt Tőr díjával is.
Dick Francis a krimi „világbajnoka”. Ő az egyedüli a világon, aki háromszor is elnyerte az Amerikai Krimiírók legjobb regénynek járó és évente odaítélt Edgar Allan Poe-díját, az Edgars-t (1970-ben a „Forfeit”, 1981-ben a „Whip Hand” és 1996-ban a „Come to Grief” című regényéért), sőt 1996-ban még kitüntették a Nagymester életműdíjjal is.
Említett kitüntetései mellett a Tufts University szépirodalmi díszdoktorává is megválasztották 1991-ben.

## Magyarul
- Csonttörés; ford. Fencsik Flóra; Magvető, Bp., 1989 (Albatrosz könyvek)
- A tét az életed; ford. Szász Imre; Fabula, Bp., 1992
- Tétre, helyre, befutóra; ford. Fencsik Flóra; General Press–Háttér, Bp., 1993
- Visszatérés; ford. Szász Imre; Magyar Könyvklub, Bp., 1996
- Szomorú vég; Reader's Digest, Bp., 1997 (Reader's Digest válogatott könyvek)
- Veszélyes verseny; Reader's Digest, Bp., 1998 (Reader's Digest válogatott könyvek)
- Súlyos büntetés; Reader's Digest, Bp., 2000 (Reader's Digest válogatott könyvek)
- Derült égből...; ford. Barkóczi András; Reader's Digest, Bp., 2001 (Válogatott könyvek)
- Összetörve; ford. Résch Éva; Reader's Digest, Bp., 2002 (Reader's Digest válogatott könyvek)
- Dick Francis–Felix Francisː Veszélyes futam; ford. Szabó Csaba; General Press, Bp., 2010 (Világsikerek)
- Dick Francis–Felix Francisː A zsoké halála; ford. Gieler Gyöngyi; General Press, Bp., 2010 (Világsikerek)
- Dick Francis–Felix Francisː Tiszta pénz; ford. Vörös Beáta; General Press, Bp., 2011 (Világsikerek)

## Külső hivatkozások
- Dick Francis
- Dick Francis: a krimi "világbajnoka"